# Alessandro Marzio
Franco Alessandro Marzio (Cittiglio, 25 luglio 1972) è un allenatore di calcio ed ex calciatore italiano, di ruolo centrocampista.

## Carriera
Formatosi nelle giovanili dell'Inter, vanta quale massimo risultato in carriera 62 presenze in Serie B, tutte con la maglia della Fidelis Andria.
Ha concluso la carriera nella Varesina nel 2015, salvo tornare brevemente a giocare nel 2017 su richiesta della società.
Sempre per il club di Venegono Superiore e Castiglione Olona ha poi intrapreso la carriera di allenatore, dapprima gestendo la formazione Juniores, poi in veste di vice la prima squadra. Tra il 2017 e il 2018 ha assunto in prima persona la guida della formazione, militante in Serie D, al posto dell'esonerato Marco Spilli, salvo poi essere a sua volta sollevato dall'incarico non essendo riuscito a portare i rossoblù fuori dalla zona play-out.
Nel 2024 viene nominato allenatore del Gavirate, militante in Promozione. Dopo 9 giornate, in cui ottiene 5 punti (frutto di cinque pareggi e nessuna vittoria), viene esonerato. Al suo posto viene nominato Costanzo Celestini.

## Palmarès

### Club

#### Competizioni regionali
- Promozione: 1

Varesina: 2013-2014